# دهستان چهاردانگه (چهارباغ)
دهستان چهاردانگه دهستانی در بخش مرکزی شهرستان چهارباغ، استان البرز در ایران است.

## جمعیت
براساس سرشماری مرکز آمار ایران در سال ۱۳۹۵، جمعیت آن ۳،۸۱۸ نفر بوده‌است.